# Нова Усмань
Нова Усмань — село у Воронезькій області, районний центр Новоусманського району.

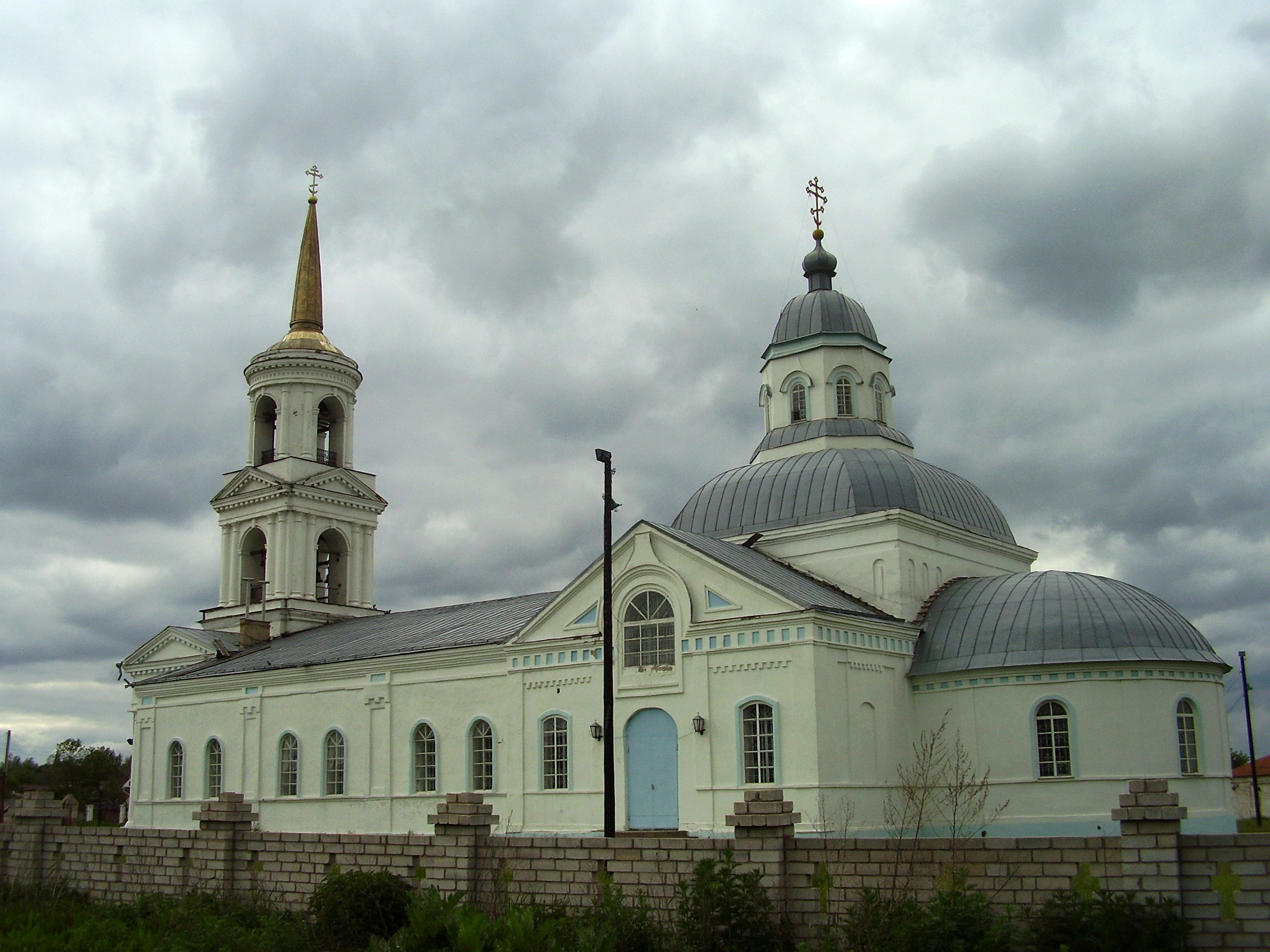
Нова Усмань: храм Казанської ікони

Населення складає 29,3 тис. чол. (2010).
Через село протікає р. Усманка — права притока р. Вороніж (басейн Дону).

## Історія
Село засноване 1601—1602 року з назвою «Собакіна Усмань».
Від часу заснування і до 1928 року село мало назву «Собакіна Усмань», або «Усмань Собакіна».
У 1920 р. тут працював Всеволод Великанів.
1983 року на південній околиці села Б. Г. Тихоновим досліджено кургани могильника Орлине Болото.